# Kanadische Badmintonmeisterschaft 1936
Die Kanadische Badmintonmeisterschaft 1936 fand in Winnipeg statt. Es war die 15. Auflage der nationalen kanadischen Titelkämpfe im Badminton.

## Titelträger
| Disziplin    | Sieger                            |
| ------------ | --------------------------------- |
| Herreneinzel | Doug Grant                        |
| Dameneinzel  | Dorothy Walton                    |
| Herrendoppel | Eric Leney Jack Underhill         |
| Damendoppel  | Margaret Robertson Ruth Robertson |
| Mixed        | Dick Birch Anna Patrick           |